# Херман I (Шваленберг)
Херман I фон Шваленберг (на немски: Hermann I von Schwalenberg; * ок. 1163; † ок. 1224) е до 1189 граф на Шваленберг, от 1184 граф на Валдек, фогт на Падерборн, Аролдесен и Флехтдорф.

## Биография
Той е вторият син на граф Фолквин II фон Шваленберг († 1177/1178), основател на Дом Валдек, и втората му съпруга Лутруд. 
През 1185 г. Хайнрих участва с братята си в основаването на манастир Мариенфелд (Campus Sanctae Mariae). През 1189 г. той се отказва от титлата „граф на Шваленберг“, става фогт на Падерборн и купува Брилон. Той загубва обаче фогтая Аролдесен, а през 1195 г. и Флехтдорф.
Херман I умира съвсем беден ок. 1224 г. Графството Валдек отива на племенниците му Фолквин IV и Адолф I фон Шваленберг, синовете на брат му Хайнрих I.